# Арман Готьє
Арман Готьє (фр. Armand Gautier; 1837—1920) — французький хімік, професор органічної та медичної хімії у паризькому медичному факультеті.

## Біографія
Арман Готьє народився 23 вересня 1837 року у місті Нарбонн. Після закінчення навчання в університеті Монпельє в 1862 році, Готьє був прийнятий до числа «agrégés» медичного факультету в Парижі (1869).
З 1879 року Готьє був членом Французької медичної академії, а пізніше став її президентом.
Зі списку численних хімічних робіт Армана Готьє, оприлюднених у «Compt. rend.», «Ann. de Ch.», «Bull. de la Soc. Ch. de Paris», «Dictionnaire des sciences de Bouillet», роботи, що стосуються початку його наукової діяльності, вбачається, що поряд з гігієнічними та хімічними дослідженнями («Études sur les eaux potables» Монпельє, 1862), його займало вивчення хімічної сторони процесів бродіння («Études sur les fermentations proprement dites», Париж, 1869), як і вивчення різних органічних, аміачних похідних («Sur les nitriles des acides gros et les carbylaminés», 1869).
Напрямок подальших робіт Готьє ясно описується назвою книги, написаної ним у 1874 році, — Chimie appliquée a la physiologie, a la pathologie et a l'hygiène. Дослідження Готьє щодо різних органічних підстав, що відбуваються при руйнуванні тваринних тканин (мемуар, читаний у Французької академії наук у 1882) пролили світло на так звані птомаїни та їх отруйні властивості.
У 1884 році А. Готьє синтезував ксантин, алкалоїд, споріднений з теоброміном або кофеїном і теїном, тобто діючим початкам чаю і кави.
Хіміком-гігієністом Готьє був активним борцем з фальсифікацією різних харчових засобів, що все більше і більше розвивалася («De la coloration artificielle des vins», 1876; «La Sophistication des vins», 1877; «Le cuivre et le plomb dans l'alimentation» et l'industrie", 1883).
Арман Готьє помер 27 липня 1920 року у Каннах.